# Cerrito-Familie
Die Cerrito-Familie (San Jose Crime Family) war eine italo-amerikanische Mafiafamilie der amerikanischen Cosa Nostra mit Hauptsitz in San José (Kalifornien). Seit dem Jahr 1995 gilt die Familie als inaktiv.

## Geschichte
Der erste bekannte Mafia-Boss des organisierten Verbrechens in San Jose, war der aus Sizilien emigrierte Mobster Onofrio Sciortino. In seine Operationsfelder waren Glücksspiel, Fälschung, Kreditwucher, Prostitution und Erpressung eingeschlossen. Sciortino regierte über die San Jose Familie seit ihrer Gründung im Jahr 1942, bis zu seinem Tod im Jahr 1959.
Sciortinos Underboss und Nachfolger Joseph Cerrito, emigrierte in den 1920er Jahren aus Sizilien nach New York, wurde dort ein assoziierter der Profaci-Familie und zog in den 1940er Jahren nach Kalifornien, wo er in den Reihen der San Jose Familie aufstieg. Cerrito assoziierte mit Mafia-Mitgliedern in der ganzen Nation und auch in Sizilien. Unter Cerritos Führung bestand die Familie von San Jose aus rund 24 „gemachten Männern“ und sie alle folgten seiner Führung und der Aufrechterhaltung eines gesetzestreuen Erscheinungsbildes. Im Jahr 1968 titelte ihn das LIFE Magazin öffentlich als Verbrecher-Chef von San Jose. Er klagte wegen Verleumdung, aber der Fall wurde schließlich abgeschmettert. Er starb am 8. September 1978 eines natürlichen Todes als einer der erfolgreichsten Bosse, einer kleineren Mafia-Organisation und der loyale Capo, Angelo Marino, wurde das neue Oberhaupt der Cerrito-Familie.
Marino pflegte eine gute Beziehung zu Joseph Alioto, dem Bürgermeister von San Francisco, sowie zu dem dortigen Boss des organisierten Verbrechens, James Lanza und dem Consigliere, Frank Bompensiero von der Dragna-Familie aus Los Angeles. Im Oktober des Jahres 1977 wurden Angelo und sein Sohn Salvatore „Sal“ wegen des Mordes angeklagt und am 12. Oktober 1980 für schuldig befunden. Sie gingen in Berufung und wurden kurze Zeit nach ihrer Inhaftierung wieder entlassen.
Marinos Schwager und Underboss namens Emmanuel „Manny“ Figlia, übernahm die Führung der Familie, nachdem Merlino im Februar 1983 verstarb. Figlia ging im Jahr 1995 in den Ruhestand und starb am 25. September 2009 eines natürlichen Todes. Mit seinem Rücktritt ist die Familie von San Jose vermutlich offiziell ausgestorben.
Salvatore „Sal“ Marino wurde im Jahr 1998 nach einer vierjährigen Haftstrafe wegen illegalen Waffenbesitzes aus der Haft entlassen und soll Gerüchten zufolge, seither der neue Boss der Familie sein, die nur noch eine Handvoll Mitglieder zählt. Dies wurde Seitens der Behörden aber nie bestätigt. Es ist nicht bekannt, ob Marino noch immer am organisierten Verbrechen beteiligt ist.

## Oberhäupter
| Zeitraum  | Name                    | Spitzname  | Lebenszeit | Todesursache     |
| --------- | ----------------------- | ---------- | ---------- | ---------------- |
| 1942–1959 | Onofrio Sciortino       |            | 1891–1959  | natürlicher Tod  |
| 1959–1978 | Giuseppe Xavier Cerrito | Joseph     | 1911–1978  | natürlicher Tod  |
| 1978–1983 | Angelo Anthony Marino   | Don Marino | 1924–1983  | Herzinsuffizienz |
| 1983–1995 | Emmanuel Joseph Figlia  | Manny      | 1918–2009  | natürlicher Tod  |